# Mullal, Basavana Bagevadi
Mullal là một làng thuộc tehsil Basavana Bagevadi, huyện Bijapur, bang Karnataka, Ấn Độ.